# HeeJin
Jeon Hee-jin (Hangul: 전희진; sinh ngày 19 tháng 10 năm 2000) thường được biết đến với nghệ danh HeeJin (Hangul: 희진) là một nữ ca sĩ người Hàn Quốc, thành viên của nhóm nhạc nữ Loona. và hiện tại là thành viên ARTMS

## Tiểu sử
HeeJin sinh ngày 19 tháng 10 năm 2000 tại tỉnh Chungcheong Nam, cô đã theo gia đình sống gần một năm ở Gyeonggi trước khi trở về vào tháng 12 năm 2006.

## Sự nghiệp
Tháng 10 năm 2016, Heejin được công bố là thành viên đầu tiên của nhóm nhạc nữ LOONA, mở đầu cho dự án giới thiệu lần lượt từng thành viên của nhóm. Cô phát hành album đĩa đơn HeeJin và đĩa đơn "ViViD" vào ngày 5 tháng 10. Tháng 3 năm 2017, Heejin trở thành thành viên nhóm nhỏ đầu tiên của Loona, LOONA 1/3. Tháng 9 năm 2017, cô tham gia chương trình truyền hình thực tế sống còn Mix Nine của JTBC cùng với hai thành viên khác của LOONA 1/3, và xếp thứ tư chung cuộc. Heejin chính thức ra mắt trong đội hình hoàn chỉnh của LOONA vào tháng 8 năm 2018.

## Danh sách đĩa nhạc

### Album đĩa đơn
| Tên    | Thông tin chi tiết                                                                                     | Thứ hạng cao nhất | Doanh số    |
| Tên    | Thông tin chi tiết                                                                                     | HQ                | Doanh số    |
| ------ | --- | ----------------- | ----------- |
| HeeJin | - Ngày phát hành: 5 tháng 10 năm 2017 - Hãng đĩa: Blockberry Creative - Định dạng: CD, nhạc số, stream | 18                | - HQ: 7.757 |

### Đĩa đơn
| "ViViD"                                                                                     | 2016 | — | — | — | HeeJin |
| "—" cho biết bài hát không lọt vào bảng xếp hạng hoặc không được phát hành tại khu vực này. |      |   |   |   |        |

## Danh sách phim

### Web drama
| Năm  | Tiêu đề                                         | Kênh    | Vai trò |
| ---- | ----------------------------------------------- | ------- | ------- |
| 2017 | Do You Remember The First Time We Met? Season 1 | YouTube | chính   |
| 2017 | Do You Remember The First Time We Met? Season 2 | YouTube | chính   |
| 2018 | Do You Remember The First Time We Met? Season 3 | YouTube | chính   |

### Video âm nhạc
| Năm  | Tiêu đề                              | Nghệ sĩ                | Vai trò |
| ---- | ------------------------------------ | ---------------------- | ------- |
| 2016 | "Around You Original Film Ver."      | HyunJin                | cameo   |
| 2017 | "Everyday I Love You (feat. HaSeul)" | ViVi                   | phụ     |
| 2017 | "Singing in the Rain (feat. HeeJin)" | JinSoul                | Rapper  |
| 2017 | "Around You Woomanna Special Ver."   | HyunJin                | phụ     |
| 2018 | "Egoist (feat. JinSoul)"             | Olivia Hye             | cameo   |
| 2020 | "나쁜 놈(Bad)"                       | 벤(BEN)                | chính   |
| 2021 | "I should not have loved you"        | DINDIN, Min Kyung Hoon | chính   |